# Toltèques

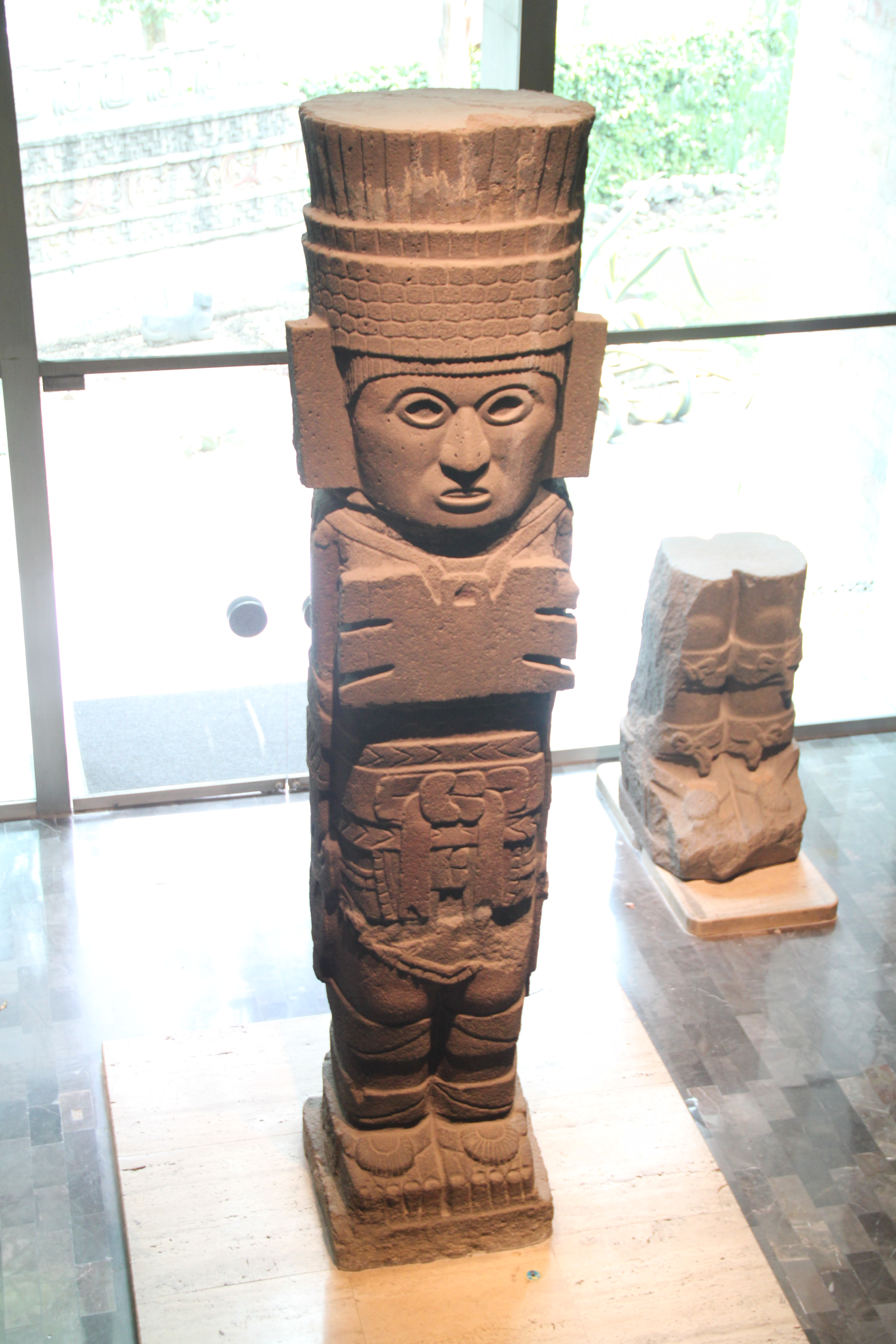
Exemple d’art toltèque.

La culture toltèque est une culture mésoaméricaine qui s’est développée autour de Tula, leur capitale située près de Teotihuacan au Mexique, au début de la période post-classique de la chronologie méso-américaine (entre 900 et 1200 de notre ère). Le terme « Toltèques » provient du nahuatl et désigne les « maîtres bâtisseurs ». Dans les légendes nahuatl, les Toltèques sont censés être à l'origine de toute civilisation (c'est pourquoi on les nomme artistes ou maîtres bâtisseurs). Les Aztèques, pour affirmer leur supériorité, se sont donc prétendus leurs descendants.
Les Toltèques ont pour origine un peuple nomade, dont sont également issus les Chichimèques. Ce peuple a d'ailleurs pillé Teotihuacan vers l'an 750 ; dans les décennies suivantes, il s'est sédentarisé sur le plateau central (dans la zone que recouvrent aujourd'hui les États mexicains de Tlaxcala, Hidalgo, Mexico, Morelos et Puebla). Leur capitale, Tula, a été conquise par les Chichimèques en 1168.
Leur religion paraît avoir été de type chamanique, ne nécessitant pas de lieux de culte permanents. Les dieux étaient cosmiques et représentaient le ciel, l’eau, la terre. Cependant leur monde religieux a généré la grande figure de Quetzalcóatl. Les Toltèques avaient mis en place un système de croyance dualiste. L'opposé de Quetzalcoatl était Tezcatlipoca, supposé avoir envoyé Quetzalcoatl en exil. Une autre tradition affirmait qu'il s'en était allé volontairement sur un radeau de serpents, promettant son retour prochain.
La culture plus tardive des Aztèques considérait les Toltèques comme leurs prédécesseurs sur le plan intellectuel et culturel et décrivait la culture toltèque émanant de Tollan (nom désignant Tula en nahuatl) comme représentant la quintessence de la civilisation : en effet en langue nahuatl le mot « toltèque » prenait le sens d'« artisan ». La tradition orale et pictographique aztèque a également décrit l'histoire de l'empire toltèque en donnant la liste de leurs dirigeants et en énumérant leurs exploits. 
Parmi les universitaires, une question prête à débat, celle de savoir s’il faut accorder du crédit aux récits aztèques de l'histoire toltèque en tant que description d’évènements historiques réels. Bien que tous les chercheurs reconnaissent qu'il existe une grande part de mythologie dans le récit, certains affirment qu’à l'aide d'une méthode critique comparative, un certain niveau de vérité historique peut être extrait des sources, tandis que d'autres soutiennent que l'analyse des récits comme sources d'histoire réelle est futile et entrave l'accès à une véritable connaissance de la culture de Tula, dans l’État d’Hidalgo. Une autre controverse à propos des Toltèques concerne la meilleure façon de comprendre les raisons des similitudes perçues dans l'architecture et l'iconographie entre le site archéologique de Tula et le site maya de Chichén Itzá : pour l'instant aucun consensus n'a émergé sur le degré ou le sens de l'influence entre les deux sites. 

## Point de vue des Aztèques

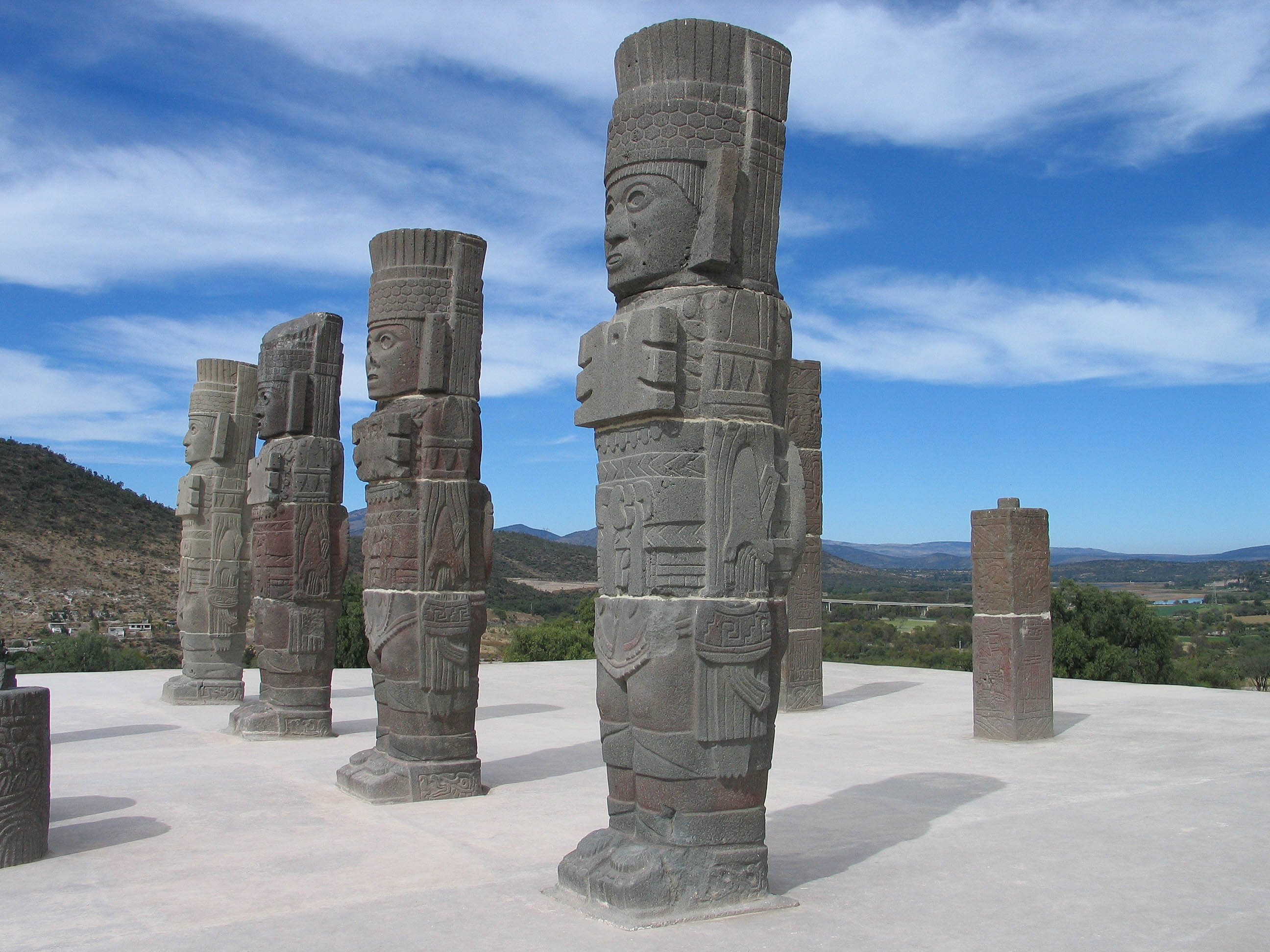
Les Atlantes, colonnes en forme de guerriers Toltèques, à Tula.

Le mot « Toltecatl » (toltèque) était à l'origine utilisé par les peuples Nahuas par opposition au mot chichimeca (chichimèques), qui renvoyait à leur propre Préhistoire où ils vivaient comme un peuple nomade de chasseurs-cueilleurs qui, plus tard, ont adopté un mode de vie urbain plus civilisé, désigné par le terme « Toltecayotl » (Toltèques). Étymologiquement Toltecatl est dérivé du toponyme « Tollan » (lieu planté de roseaux) en langue Nahuatl qui signifiait pour les Aztèques « Métropole ». Les Aztèques considéraient également les Toltèques comme leurs prédécesseurs dont ils se glorifiaient d’être issus pour légitimer leur propre pouvoir en prétendant descendre des lignées royales toltèques. Le Codex de Florence décrit le point de vue des Aztèques sur les Toltèques comme suit :

« Les toltèques étaient sages. Leurs œuvres étaient toutes bonnes, toutes parfaites, toutes admirables, toutes merveilleuses ... Ils ont inventé l'art de la médecine ... Et ces Toltèques étaient très sages, car c’étaient des penseurs, car ils ont inventé le décompte des années ... Ces Toltèques étaient justes. Ils n’étaient pas trompeurs. Leurs mots [étaient] des mots clairs... Ils étaient grands, ils étaient plus importants [que les gens aujourd'hui] ... Ils étaient très pieux ... Ils étaient riches. »

— (Sahagún, 1950-1982 : livre 10, 165-170)

## Archéologie

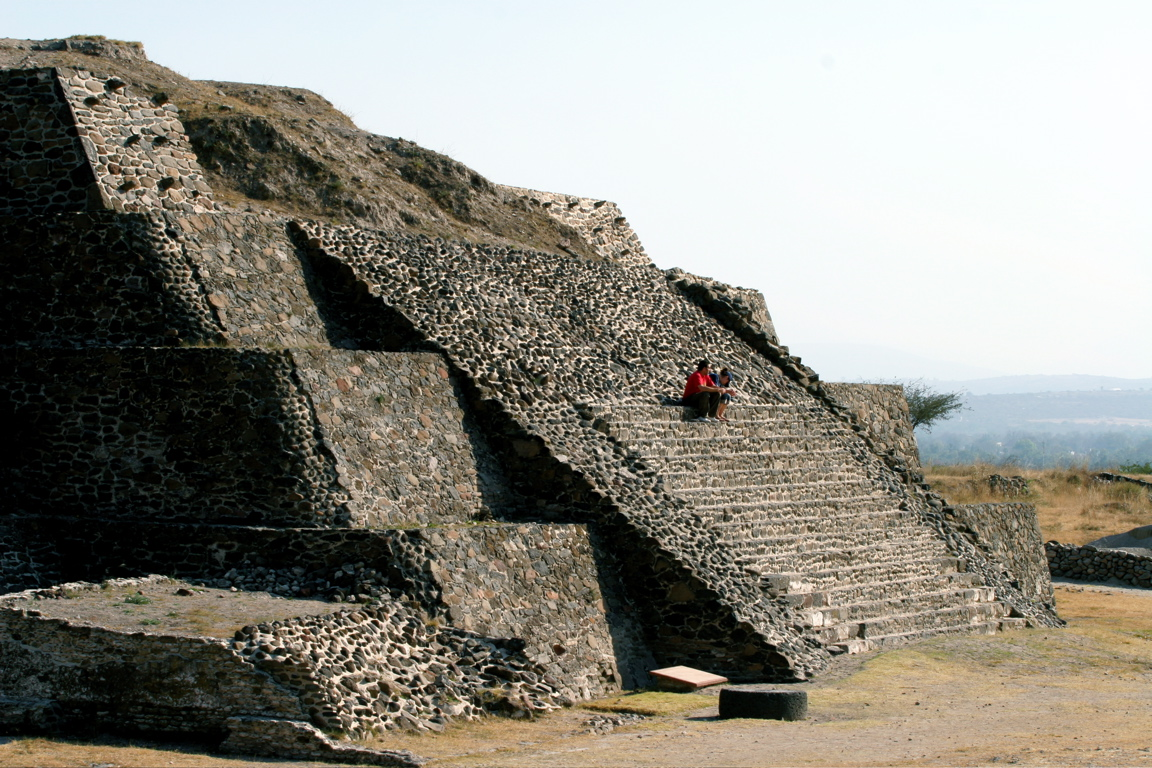
Pyramide toltèque de Tula, dans l’Hidalgo.

Certains archéologues tels que Richard Diehl, plaident pour l'existence d'une culture archéologique toltèque caractérisée par certains traits stylistiques associés à Tula, dans l’Hidalgo et étendus ensuite à d'autres cultures et d’autres régimes politiques de Mésoamérique. Les traits associés à cette culture sont les suivants : Le style Mixtèque-Puebla de l'iconographie, la céramique Tohil au plomb et les céramiques Silho. La présence de traits stylistiques associés à Tula à Chichén Itzá est également considérée comme une preuve de l’existence d’une culture toltèque. En particulier, la nature de l'interaction entre Tula et Chichén Itzá a été controversée par des universitaires qui ont argumenté soit pour une conquête militaire de Chichén Itzá par les Toltèques, soit pour la fondation de Tula comme une colonie de Chichén Itzá ou seulement une perte de relations entre les deux cités. L'existence d’un style artistique Mixtèque-Puebla a également été mise en doute. Les céramiques de Mayapán et Matlatzinca utilisent encore la symbolique toltèque. Elles ont été retrouvées dans des endroits éloignés de leur territoire comme au Costa Rica.
Un point de vue contraire a été soutenu, dans une étude réalisée en 2003 par Michael E. Smith et Lisa Montiel comparant les données archéologiques liées à Tula à celles des entités politiques centrées sur Teotihuacan et Mexico-Tenochtitlan. Ils concluaient que par rapport à l'influence exercée en Mésoamérique par Teotihuacan et Tenochtitlan, l'influence de Tula sur les autres cultures était négligeable et ne méritait probablement pas d'être définie comme celle d’un Empire. Bien que Tula ne possédât pas la complexité urbaine attendue d'une capitale impériale, son influence et sa puissance n'auraient pas été très loin d'atteindre ce niveau. Les témoignages de la participation de Tula à des réseaux commerciaux de grande envergure a été découverte, par exemple, avec les vestiges d'un grand atelier de taille d’obsidienne.

## Recherches historiques

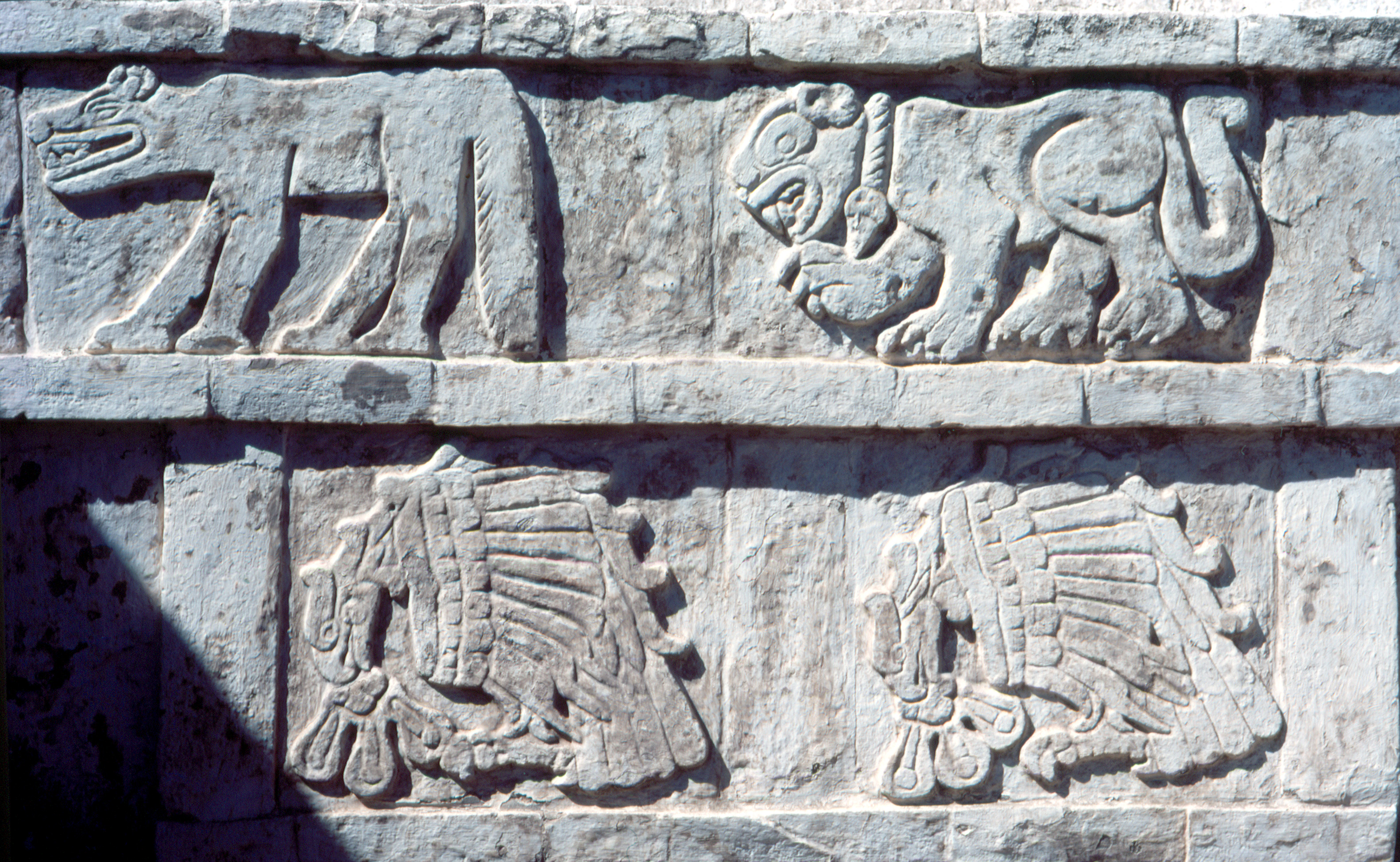
Bas-reliefs de stuc à Tula, représentant des coyotes, des jaguars et des aigles festoyant en dévorant le cœur des hommes.

Le débat sur la nature de la culture toltèque remonte à la fin du XIXe siècle. Des chercheurs mésoaméricanistes comme Veitia, Manuel Orozco y Berra (en), Charles Étienne Brasseur de Bourbourg, Francisco Clavigero avaient tous lu les chroniques Aztèques et croyaient qu'ils s’agissait, sur le plan historique, de descriptions réalistes de l'empire pan-méso-américain fondé à Tula, dans l’Hidalgo. Ce point de vue historiciste a été contesté par Daniel Garrison Brinton qui a fait valoir que les Toltèques décrits dans les sources aztèques correspondaient simplement à une des nombreuses cités-états de langue nahuatl de la période postclassique, sans que l’une d’entre elles ait une influence particulière. Il a attribué le point de vue des Aztèques sur les Toltèques à la tendance de l'esprit humain à glorifier le « bon vieux temps », et à la confusion de la situation de Tollan avec le mythe de la lutte entre Quetzalcóatl et Tezcatlipoca. Désiré Charnay, le premier archéologue à travailler à Tula, a défendu le point de vue historiciste fondé sur son impression par rapport à la capitale toltèque, et a été le premier à noter des similitudes de styles architecturaux entre Tula et Chichen Itza. Cela l’a amené à proposer l'hypothèse que Chichén Itzá avait été violemment conquise par une force militaire toltèque sous la domination de Kukulcan. À la suite de Charnay le terme toltèque a été associé à l'afflux de certains traits culturels provenant du centre du Mexique vers la sphère de domination maya à la fin de la période classique et au début de la période postclassique ; les civilisations maya postclassiques de Chichén Itzá, Mayapán et des hautes terres du Guatemala ont été désignées comme celles de Mayas Toltecisés ou Mexicanisés.
L'école de pensée historiciste a persisté longtemps au XXe siècle, représentée par les travaux de chercheurs tels que David Carrasco, Miguel León Portilla, Nigel Davies et H. B. Nicholson, qui ont tous considéré les Toltèques comme un véritable groupe ethnique. Cette école de pensée a associé les Toltèques au site archéologique de Tula, qui a été considéré comme le Tollan du mythe aztèque. Cette tradition suppose que la plus grande partie du Mexique central a été dominée par un empire toltèque entre le Xe et le XIIe siècle de notre ère. Les Aztèques font référence à plusieurs cités-états mexicaines Tollan, « lieu où poussent les roseaux », par exemple Tollan Cholollan. L'historien Enrique Florescano a fait valoir que le Tollan originel était probablement Teotihuacán, et que les sources mayas se référaient à Chichén Itzá en citant le lieu mythique de Zuyua (Tollan).
De nombreux historiens, tels que H._B._Nicholson (en) (2001 (1957)) et Nigel Davies (1977) étaient pleinement conscients que les chroniques aztèques étaient un mélange de récits mythiques et de faits historiques, ce qui les conduisait à essayer de séparer les deux, en appliquant une approche comparative des différents récits aztèques. Par exemple, ils cherchent à faire la distinction entre la divinité Quetzalcóatl et un roi toltèque souvent nommé Topiltzin Ce Acatl Quetzalcoatl.

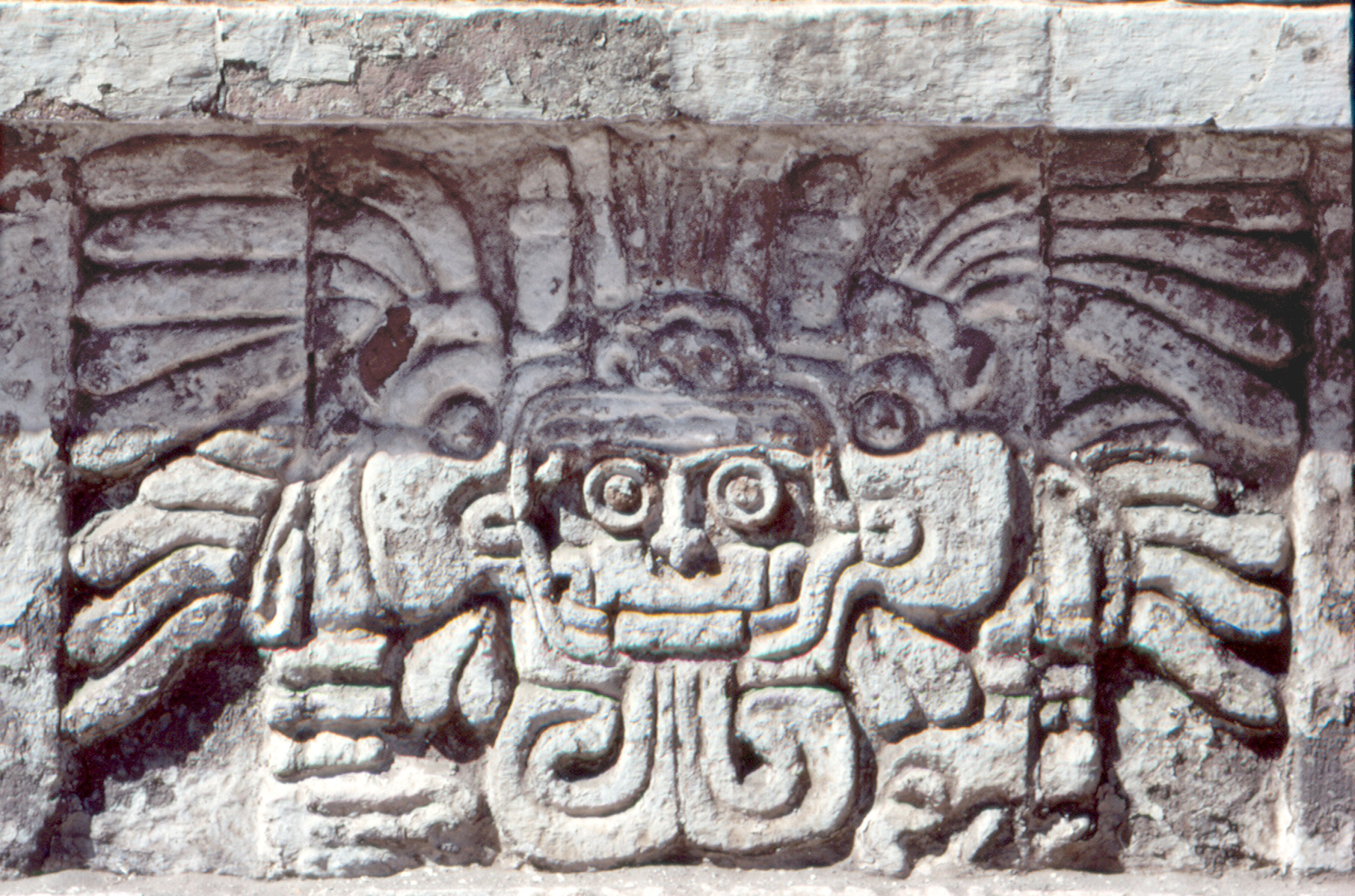
Représentation d'une divinité anthropomorphe oiseau-serpent, probablement Quetzalcoatl, au temple de Tlahuizcalpantecuhtli à Tula, dans l’Hidalgo.

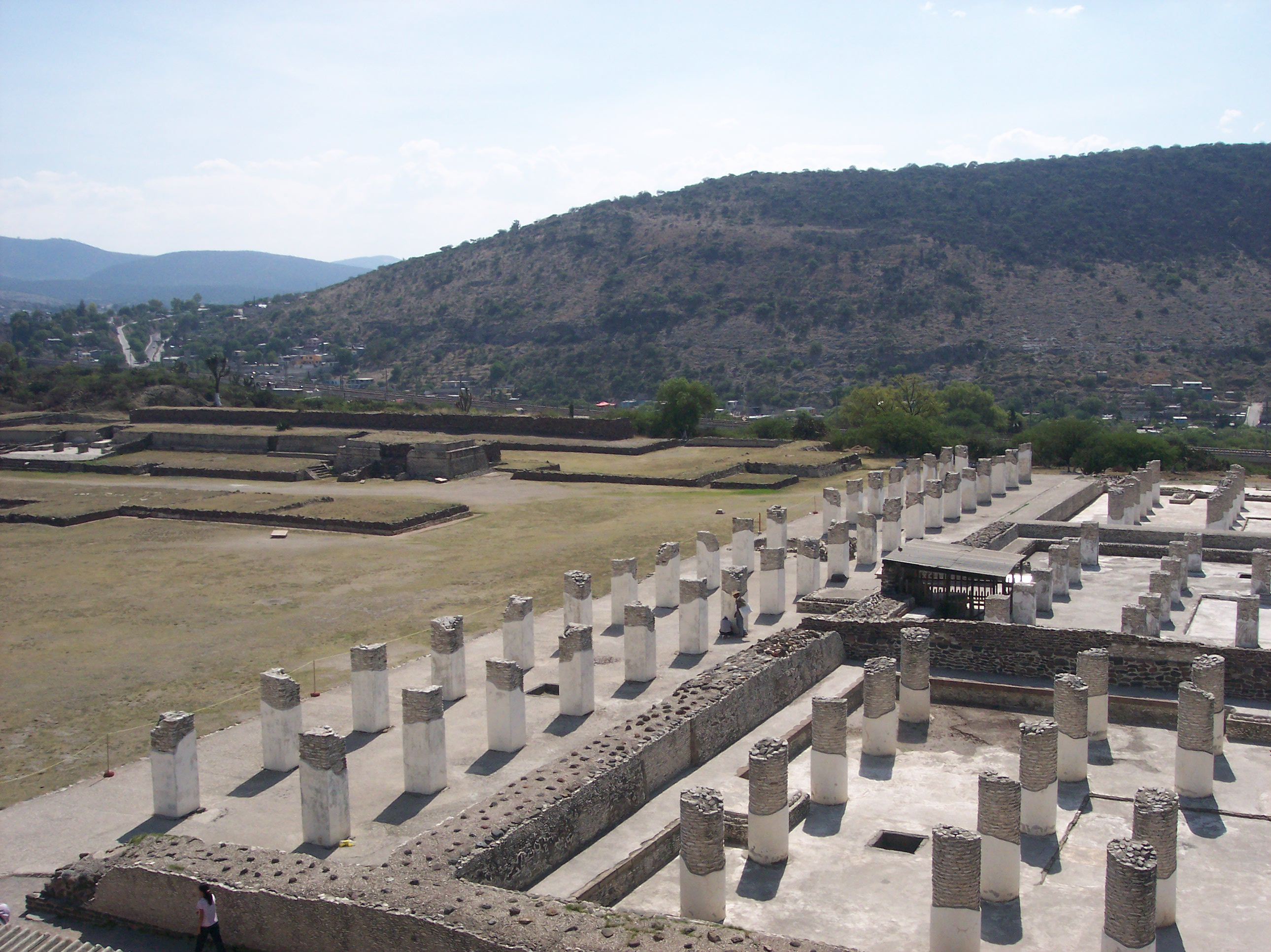
Vue des colonnes du palais incendié de Tula, avec un terrain de jeu de pelote en arrière-plan.

### Le mythe toltèque
Dans les dernières décennies la position historiciste s’est effacée en faveur d'une approche plus critique et interprétative de l'historicité des récits mythiques Aztèques fondée sur une approche originale de Brinton. Cette approche se fonde sur une interprétation différente du mot toltèque pour la compréhension des sources aztèques, l'interprétant largement comme une construction mythique et philosophique à la fois par les Aztèques et les Méso-Américains en général, qui a servi à symboliser la puissance et la sophistication de plusieurs civilisations différentes au cours de la  période mésoaméricaine postclassique.
Des érudits tels que Michel Graulich (2002) et Susan Gillespie D (1989) soutiennent que les difficultés rencontrées dans la récupération des données historiques à partir des récits aztèques de l'histoire toltèque sont trop grandes à surmonter. Par exemple, il n'existe pas un seul chef toltèque supposé être identifié à Quetzalcoatl, mais deux : le premier est le roi fondateur de la dynastie toltèque et le dernier un souverain qui a vu la fin de la gloire des Toltèques et a été contraint à l'humiliation et à l'exil. Le premier est décrit comme un vaillant guerrier triomphateur, mais le dernier comme un vieil homme faible et torturé par le doute. Cela incite Graulich et Gillespie à suggérer que la vision générale des Aztèques d’un caractère cyclique du temps, où les mêmes événements se répètent à la fin et au début des cycles ou des époques étaient inscrites dans les récits historiques des Aztèques, ce qui rend vain de tenter de discerner entre un personnage historique Topiltzin Ce Acatl et une divinité Quetzalcóatl. Graulich fait valoir qu’il est préférable de considérer l'ère des Toltèques comme la quatrième des cinq soleils ou âges mythiques des Aztèques, celui qui précède immédiatement le cinquième soleil du peuple aztèque, présidé par Quetzalcoatl. Cela incite Graulich à considérer que les seules données historiques contenues dans les chroniques aztèques sont peut-être les noms de certains rois et, éventuellement, quelques-unes des conquêtes qui leur sont attribuées.
De plus chez les peuples Nahuas, le mot Toltèque était synonyme d'artiste, artisan, sage, ou de maîtres bâtisseurs, et toltecayotl (Toltècisé) signifie « art », « culture », « civilisation », « urbanisme » et était considéré comme le contraire de Chichimèques (Chichimecisé), qui symbolisait l'état sauvage des peuples nomades qui n'étaient pas encore urbanisés. Cette interprétation fait valoir que tout grand centre urbain en Amérique centrale pourrait être dénommé Tollan et ses habitants Toltèques et qu'il était de pratique courante pour les lignées royales de la période mésoaméricaine postclassique de renforcer leurs prétentions au pouvoir en revendiquant une ascendance toltèque. Les récits méso-américains de migrations rapportent souvent que Tollan était gouvernée par Quetzalcóatl (ou Kukulcan en langue Maya yucatèque et Gukumatz en langue K'iche'), une figure divine mythique qui fut exilée de Tollan et est parti fonder une nouvelle cité d'ailleurs en Méso-Amérique. Les revendications d'une ascendance toltèque et d’une dynastie fondée par Quetzalcoatl sont communes à diverses civilisations comme les Aztèques, les peuples Quichés et les Mayas d’Itzá.
Alors que l'école de pensée sceptique ne nie pas que les traits culturels apparemment originaires du centre du Mexique ont diffusé dans une zone plus vaste de la Méso-Amérique, elle tend à attribuer à la position dominante de Teotihuacán dans la période classique la diffusion générale de ces traits culturels dans la région. Des études récentes ne considèrent plus Tula, comme la capitale des Toltèques des récits aztèques, mais avancent plutôt que le terme toltèque signifie tout simplement habitant de Tula à son apogée. Séparant le terme toltèque de celui qui est décrit par les récits aztèques elles tentent de trouver des indices archéologiques relatifs à l'ethnicité, l'histoire et l'organisation sociale des habitants de Tula.